# José María Velasco Ibarra

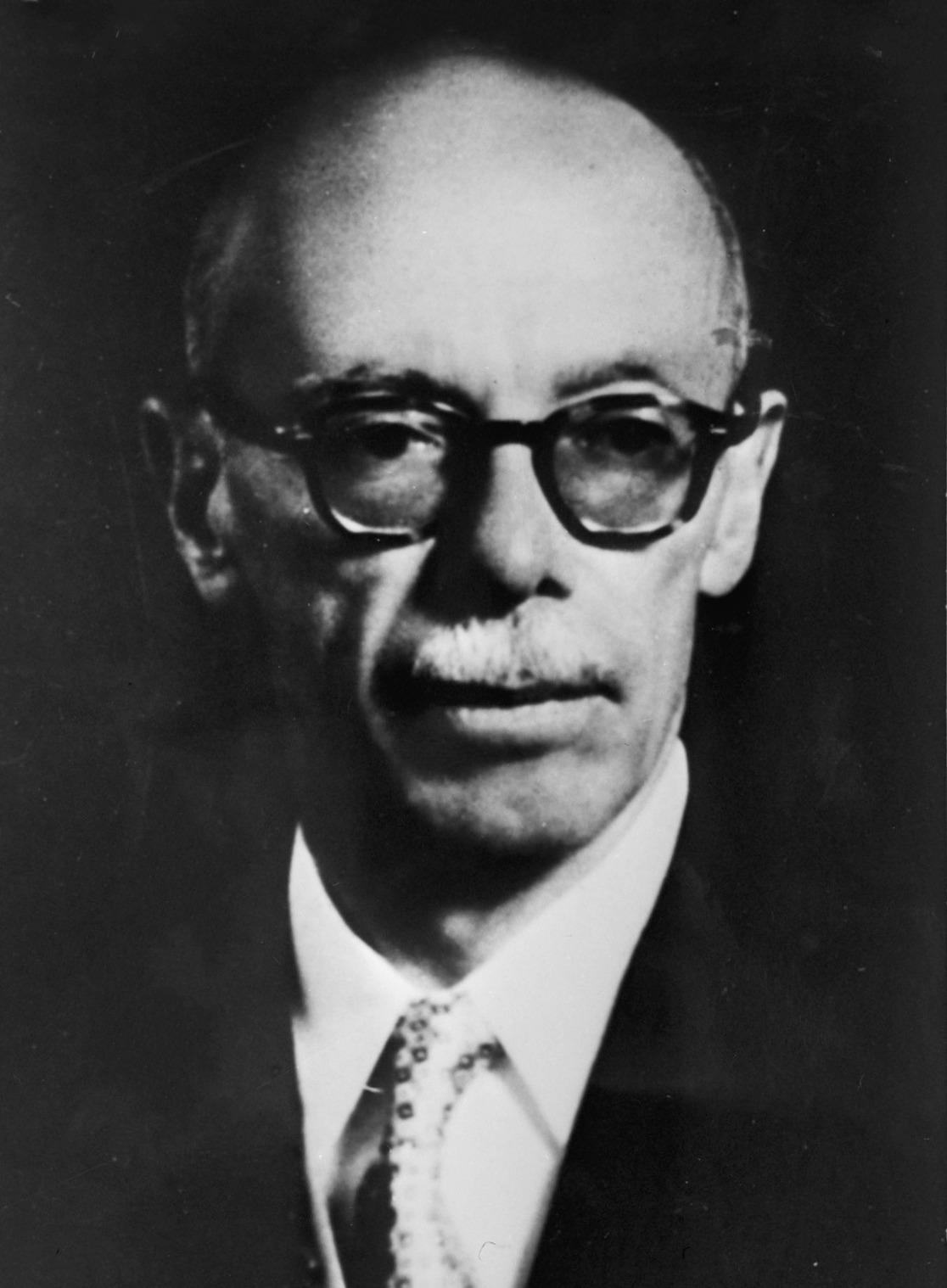
José María Velasco Ibarra

José María Velasco Ibarra (Quito, 19 maart 1893 - aldaar, 30 maart 1979) was een Ecuadoraans staatsman. Hij diende gedurende vijf afzonderlijke termijnen als president van zijn land. 
Tussen 1934 en 1935 werd Velasco als onafhankelijke de 24e president van Ecuador. Er volgden nieuwe termijnen tussen 1944 en 1947, tussen 1952 en 1956 en tussen 1960 en 1961.
Op 1 september 1968 werd hij opnieuw president onder de nieuwe grondwet van 1967 die dictaturen uitsloot. Toen Velasco's politieke beweging FNV (Frente Nacional Velasquista) bij de parlementsverkiezingen van 7 juni 1970 slechte resultaten behaalde, herriep de president de verkiezingsuitslag, ontbond hij het parlement en kondigde hij een hervorming aan van het hooggerechtshof aan. Met steun van het leger regeerde hij voortaan verder met volmachten en via presidentiële decreten. Dit gaf hem de ruimte zijn belastinghervorming, die was geblokkeerd door het parlement, door te voeren. Verder werd de democratische grondwet van 1967 buiten werking gesteld en werd de grondwet van 1946 weer van kracht. Valsco kondigde aan in juni 1972 algemene verkiezingen te zullen uitschrijven. Op 15 februari 1972 werd hij echter afgezet in een militaire coup onder leiding van Guillermo Rodríguez Lara, de opperbevelhebber van het leger, en vervolgens werd hij het land uitgezet.